# Leopold Arnsperger (Kaufmann)
Leopold Arnsperger (* 4. Mai 1906 in Bruchsal; † 27. November 1975 in Ludwigshafen am Rhein) war ein deutscher Kaufmann.

## Leben
Arnsperger entstammt einer alten Beamtenfamilie. Er war ab 1945 Vorstandsmitglied und ab 1949 Vorstandsvorsitzender des Arzneimittelherstellers Knoll AG in Ludwigshafen.
Er war Vorstandsmitglied des Verbands der Chemischen Industrie sowie des Bundesverbandes der Pharmazeutischen Industrie. Am 1. April 1960 wurde er zum Präsidenten der Industrie- und Handelskammer für die Pfalz gewählt.
Ab 1958 war er kolumbianischer Wahlkonsul für Hessen, Rheinland-Pfalz und das Saarland.

## Ehrungen
- 1956: Großes Verdienstkreuz der Bundesrepublik Deutschland
- Ehrenbürger der Johannes Gutenberg-Universität Mainz
- Ritter des Silvesterordens
- 1966: Silberner Wappenteller des Landes Rheinland-Pfalz